# Das Gesetz der Straße
Das Gesetz der Straße (Originaltitel: Street Justice) ist eine US-amerikanische Krimi- und Actionserie, die von 1991 bis 1993 von Stephen J. Cannell produziert wurde. Sie handelt von dem Polizisten Adam Beaudraux und seinen besten Freund, dem Martial Artist Grady Jameson. In Nordamerika wurde die Serie per Syndikation vertrieben, während sie in Deutschland zuerst auf Sat. 1, später auf Kabel 1 gezeigt wurde.

## Vorgeschichte
Adam Beaudreaux lernt als Soldat im Vietnamkrieg den achtjährigen Waisen Grady Jameson kennen, dessen Eltern erschossen worden waren. Als Adam verletzt wird, rettet ihn Grady. Daraufhin kümmert Adam sich um den Jungen. Beim Rückzug der Amerikaner muss er zurück in die USA, kann aber Grady nicht mitnehmen. Adam verspricht, zurückzukommen und ihn zu holen, doch dazu kommt es nicht.
20 Jahre später sucht Adam noch immer nach Grady und macht sich schwere Vorwürfe. Er ist inzwischen Polizist und Mitbesitzer der Bar „Malloy’s“. Die Bar hat seinem verstorbenen Partner Dennis Malloy gehört und wird von dessen Tochter Malloy geführt. Malloy hat keinen Vornamen, weil ihre Eltern sich nicht einigen konnten.
Grady war damals in einem Kinderheim gelandet und hat sich dann auf die Suche nach dem Mörder seiner Eltern gemacht. Weil er Nahrung gestohlen hatte, landete er im Gefängnis, wo er Kampfsport lernte. In Adams Heimatstadt findet er den Mörder und will ihn töten. Doch Adam hindert ihn daran und bittet ihn dann, bei ihm zu bleiben. Grady arbeitet und wohnt von da in der Bar und arbeitet zusätzlich noch als Lehrer für Kampfkunst. Dem Gangmitglied Miguel Mendez versucht Adam ebenfalls zu helfen und nimmt ihn für einige Zeit bei sich auf.

## Handlungsablauf
Da vor allem Grady manchmal mit dem Gesetz Probleme hat, muss Adam oft dafür sorgen, dass er nicht in zu große Schwierigkeiten gerät. Doch auch Adam nimmt es nicht immer ganz genau und umgeht mit Grady manchmal gemeinsam die Legalität.
In den ersten Folgen müssen sich die beiden mit Vorwürfen und Schuldgefühlen auseinandersetzen. Grady hat sein Vertrauen in andere Menschen verloren und Adam will ihn zu sehr beschützen, was oft zu Streit führt. Dazu gibt es immer wieder Kämpfe, bei denen Grady seine Kampfkunst, Adam seine Fäuste einsetzt. Sie helfen oft Opfern, die in Not geraten sind und beschützen sie vor ihren Gegnern. Teilweise unterrichtet Grady sie in Selbstverteidigung.

## Trivia
- Die Serie wurde in Vancouver (Kanada) gedreht und spielt in der fiktiven Stadt „Metropolitan“
- Bryan Genesse hat die Kampfszenen choreographiert.
- Carrie-Anne Moss und Salma Hayek hatten in der Serie einen ihrer ersten TV-Auftritte.